# Liste der Golfplätze in Namibia

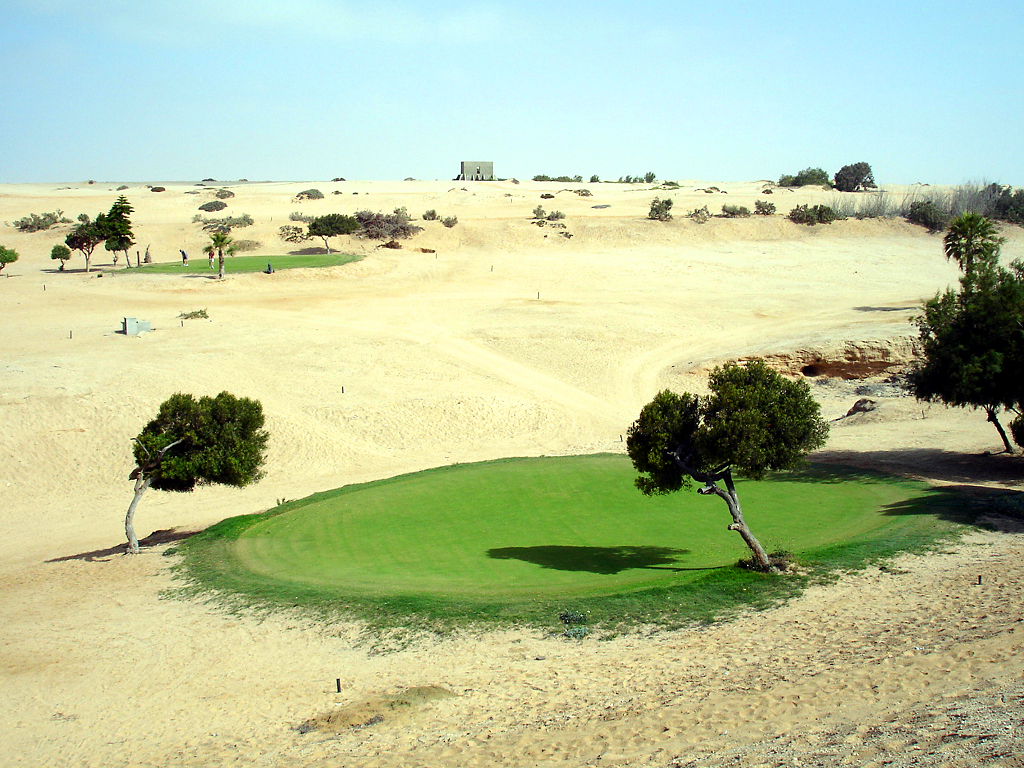
Golfplatz in Henties Bay

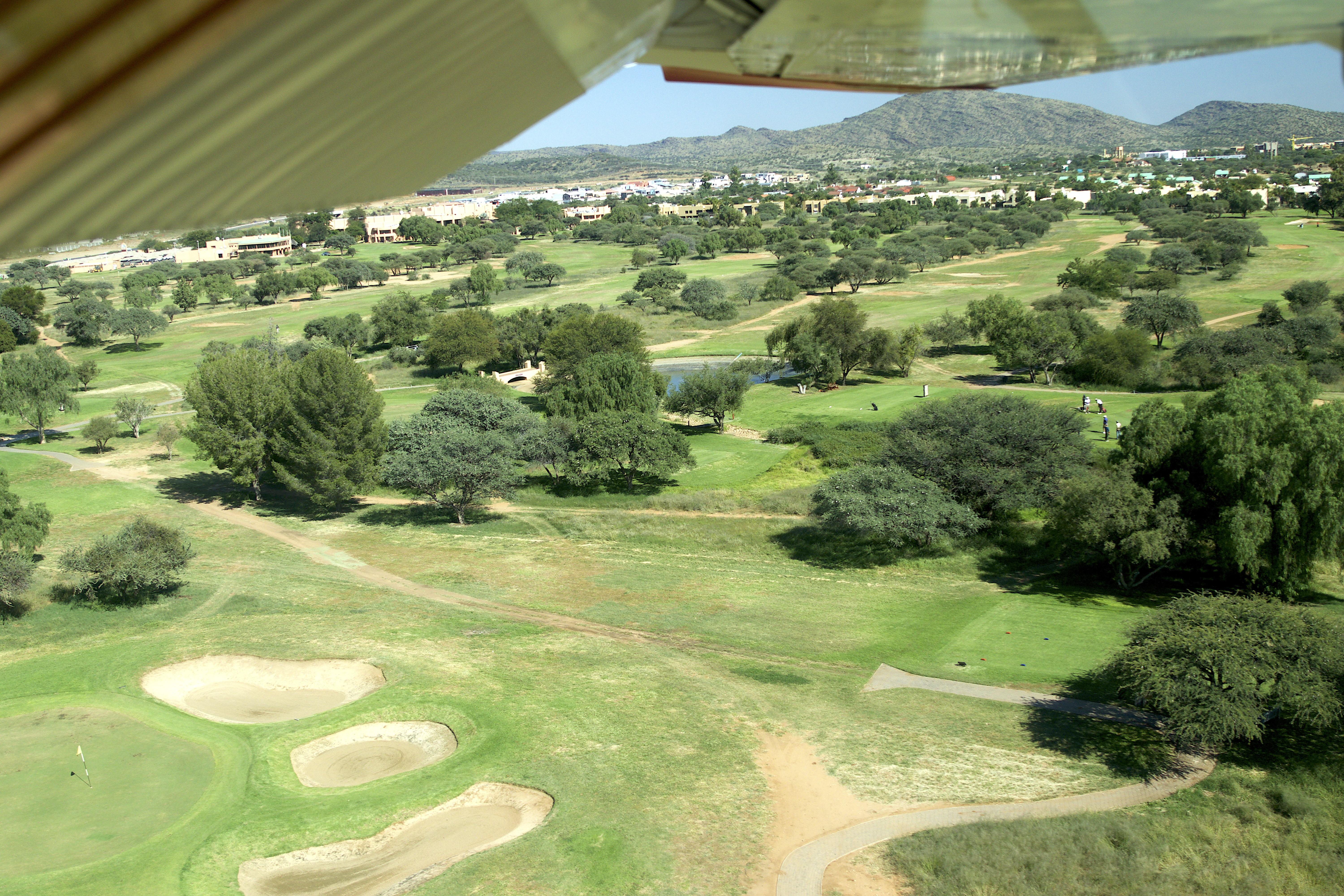
Golfplatz am Südrand von Windhoek

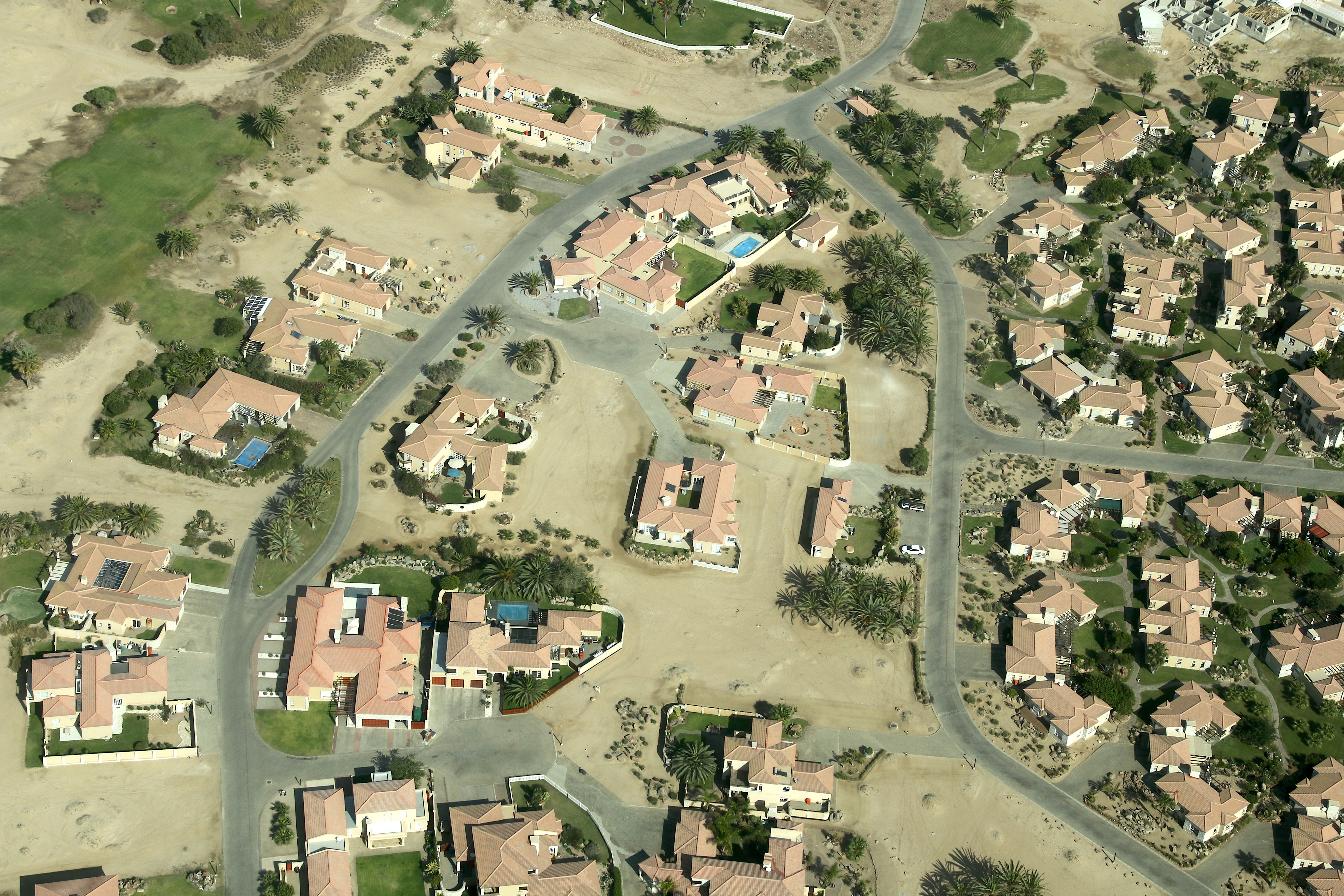
Teile des Rössmund Golfplatzes (2018)

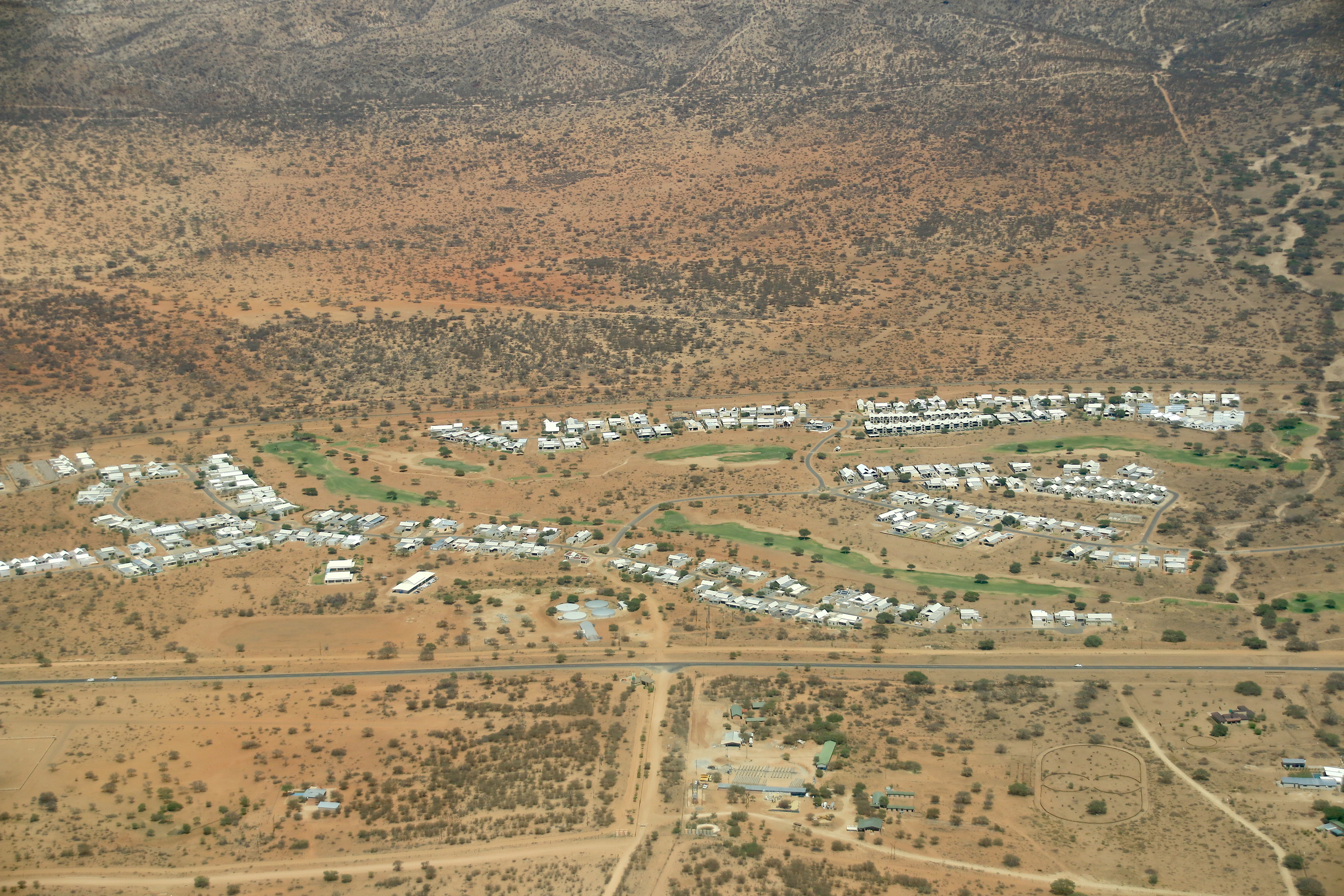
Golfplatz Omeya (2019)

Die Liste der Golfplätze in Namibia ist eine Auflistung von Golfplätzen in Namibia. Golf ist eine der beliebtesten Sportarten in Namibia und zudem touristisch von großer Bedeutung. Vor allem der Rossmund-Golfplatz bei Swakopmund ist international eine Besonderheit, da er nur einer von fünf (Stand 2009) anerkannten vollgrünen Wüstengolfplätzen der Erde ist.

## Liste
Die Golfplätze sind alphabetisch nach Orten sortiert.
| Platz Koordinaten                                              | Ort                          | Par | Loch                   | Länge       | Charakter       | Bemerkung                                                       |
| -------------------------------------------------------------- | ---------------------------- | --- | ---------------------- | ----------- | --------------- | --------------------------------------------------------------- |
| Golf Course of the Stars 28° 26′ 57,7″ S, 19° 51′ 37,9″ O      | 35 km südlich von Ariamsvlei |     | 18                     |             | Gras            | Planung eingestellt (Stand November 2014); Design von Ernie Els |
| Gobabis Golf Course 22° 27′ 15,5″ S, 18° 59′ 15″ O             | Gobabis                      |     | 9                      |             | Sand            |                                                                 |
| Grootfontein Golf Course                                       | Grootfontein                 |     | 9                      |             | Sand            |                                                                 |
| Henties Bay Golf Village 22° 6′ 28,5″ S, 14° 16′ 28,8″ O       | Henties Bay                  | 70  | 2 × 9                  | 4.830 Meter | Wüste           | Umbau auf vollgrüne 9 Löcher in 2011                            |
| Klippenberg Country Club 21° 57′ 4,4″ S, 15° 51′ 20,5″ O       | Karibib                      |     | 9                      |             | Sand            |                                                                 |
| Katima Mulilo Golf Course                                      | Katima Mulilo                |     | 9                      |             | Sand            |                                                                 |
| Karasburg Golf Course 28° 1′ 22,6″ S, 18° 44′ 0,4″ O           | Karasburg                    |     | 9                      |             | Sand            |                                                                 |
| Keetmanshoop Golf Course 26° 33′ 47,6″ S, 18° 8′ 29,8″ O       | Keetmanshoop                 | 72  | 18                     | 5.200 Meter | Sand            |                                                                 |
| Kombat Golf Course 19° 42′ 44,2″ S, 17° 43′ 14,9″ O            | Kombat                       |     | 9                      |             | Sand            |                                                                 |
| Nossob Golf & Hunt Estate 23° 29′ 9,2″ S, 18° 46′ 35,8″ O      | bei Leonardville             |     | 18                     |             | Parkland        | Planungen eingestellt (Stand November 2014)                     |
| Lüderitz Golf Course                                           | Lüderitz                     | 72  | 2 × 9                  | 5.600 Meter | Felsen und Sand |                                                                 |
| Mariental Golf Course                                          | Mariental                    |     | 9                      |             | Sand            |                                                                 |
| Okahandja Golf Course 21° 57′ 49,2″ S, 16° 55′ 13,5″ O         | Okahandja                    | 72  | 18                     | 6.310 Meter | Sand            |                                                                 |
| Omaruru Golf Course 21° 25′ 3,7″ S, 15° 56′ 8,9″ O             | Omaruru                      |     | 9                      |             | Sand            |                                                                 |
| Oranjemund Golf Course 28° 36′ 22,1″ S, 16° 27′ 2″ O           | Oranjemund                   |     | 18                     |             | Parkland        |                                                                 |
| Oshakati Golf Course                                           | Oshakati                     |     | 9                      |             | Sand            |                                                                 |
| Otjiwarongo Golf Course 20° 29′ 49,2″ S, 16° 39′ 59,5″ O       | Otjiwarongo                  | 72  | 2 × 9                  | 6.160 Meter | Sand            |                                                                 |
| Outjo Golf Course 20° 7′ 27″ S, 16° 9′ 24,9″ O                 | Outjo                        |     | 9 (18 Tees)            | 6.197 Meter | Sand            |                                                                 |
| Rehoboth Golf Course                                           | Rehoboth                     |     | 9                      |             | Sand            |                                                                 |
| Rosh Pinah Golf Course 27° 58′ 1,5″ S, 16° 46′ 0,8″ O          | Rosh Pinah                   |     | 9                      |             | Sand            |                                                                 |
| Kavango Golf Course 17° 53′ 47,4″ S, 19° 47′ 46″ O             | Rundu                        |     | 9                      |             | Sand            |                                                                 |
| Rössmund Golf Course & Estate 22° 40′ 17,2″ S, 14° 35′ 40,7″ O | bei Swakopmund               | 72  | 18                     | 6.068 Meter | Wüstenplatz     | einer von nur fünf vollgrünen Wüstenplätzen der Welt            |
| Tsumeb Golf Course 19° 14′ 54,4″ S, 17° 43′ 26,7″ O            | Tsumeb                       |     | 18 (13 Greens)         |             | Gras            |                                                                 |
| Uis Golf Course                                                | Uis                          |     | 9                      |             | Sand            |                                                                 |
| Walvis Bay Golf Course 22° 58′ 25″ S, 14° 29′ 47,6″ O          | Walvis Bay                   | 72  | 18 (18 Tees, 9 Greens) |             | Sand, Gras      |                                                                 |
| Eros Valley Golf Estate 22° 32′ 7,1″ S, 17° 5′ 44,7″ O         | Erosberge, Windhoek          |     | 18                     |             | Gebirgsplatz    | geplant                                                         |
| Omeya Golf & Residential Oasis 22° 50′ 56,3″ S, 17° 6′ 28″ O   | südlich von Windhoek         |     | 18                     |             | Parkland        | Design von Peter Matkovich                                      |
| Windhoek Golf & Country Club 22° 37′ 1,8″ S, 17° 4′ 37,6″ O    | Windhoek                     | 72  | 18                     | 6.199 Meter | Parkland        |                                                                 |